# Pailopo
Pailopo (Pai Lopo) ist eine historische Befestigungsanlage in der osttimoresischen Aldeia Malahara (Suco Muapitine, Gemeinde Lautém). Bis 2015 gehörte das Gebiet zum Suco Mehara (Verwaltungsamt Tutuala). Im Portugiesischen werden solche Anlagen als Tranqueira (deutsch Deckung, Verschanzung) bezeichnet.
Pailopo liegt südlich der befestigten Siedlung Maiana in Richtung Ili Mimiraka, im Tal des Flusses Vero, zwischen dem Fluss und der Paitchau-Bergkette im Nordwesten. Pailopo gehörte dem Clan (fataluku: ratu) der Aca Cao. Ihr Territorium grenzte hier an das Land des Clans der Pai Chao.
2020 war die Anlage noch nicht wissenschaftlich besichtigt worden.